# Kiuhtisvaara
Kiuhtisvaara är ett naturreservat i Pajala kommun i Norrbottens län.
Området är naturskyddat sedan 2009 och är 3,4 kvadratkilometer stort. Reservatet omfattar berget Kiuhtisvaara och dess sluttningar som i väster är brantare ner mor en bäck. Reservatet består av gammal tallskog och blandskog. 